# Hololena furcata
Hololena furcata är en spindelart som först beskrevs av Chamberlin och Willis J. Gertsch 1929.  Hololena furcata ingår i släktet Hololena och familjen trattspindlar. Inga underarter finns listade i Catalogue of Life.